# یواس‌اس تارانت (ای‌کی-۲۱۴)
یواس‌اس تارانت (ای‌کی-۲۱۴) (به انگلیسی: USS Tarrant (AK-214)) یک کشتی بود که طول آن 388' 8" بود. این کشتی در سال ۱۹۴۵ ساخته شد.